# Ganlea
Ganlea – rodzaj ssaka naczelnego z rodziny Amphipithecidae żyjącego pod koniec środkowego eocenu na terenie dzisiejszej Mjanmy. Został opisany w oparciu o prawą kość zębową (NMMP 70) pochodzącą z osadów formacji Pondaung w okolicach wioski Ganle w środkowej Mjanmie (21°44′04,6″N 94°43′25,0″E/21,734611 94,723611). Kość zębowa jest masywnie zbudowana i mierzy 14,15 mm wysokości i 6,75 mm szerokości tuż za spojeniem. Wzór zębowy żuchwy, szacowany na podstawie holotypu, wynosił prawdopodobnie 2–1–3–3. Dolne kły były bardzo duże i mierzyły 5,9 mm długości i 4,3 mm szerokości – więcej niż kły innego przedstawiciela Amphipithecidae, Pondaungia, będącego zwierzęciem znacznie większym od ganlei. Masa ciała ganlei jest szacowana na 1,9–2,4 kg, co oznacza, że osiągała ona prawdopodobnie rozmiary zbliżone do małp z rodzaju Pithecia.
Według przeprowadzonej analizy filogenetycznej Ganlea jest taksonem siostrzanym Myanmarpithecus – w niektórych wcześniejszych badaniach nieuznawanego za przedstawiciela Amphipithecidae – a ich grupą zewnętrzną Pondaungia. Zaliczenie Myanmarpithecus do Amphipithecidae zmniejsza prawdopodobieństwo, że grupa ta należy do Adapiformes, a nie Anthropoidea. Według analizy najbardziej bazalnym przedstawicielem Amphipithecidae jest Siamopithecus, a cała rodzina tworzy grupę monofiletyczną.
Stosunek wielkości kłów do trzonowców wynosi u ganlei 1,51 i jest najwyższy spośród wszystkich przedstawicieli Amphipithecidae. Powiększenie kłów oraz ich budowa jest interpretowana jako dowód, że Ganlea odżywiała się owocami w twardych łupinach – podobnie jak małpy saki. Budowa zębów blisko spokrewnionego Myanmarpithecus yarshensis sugeruje, że żywił się on raczej nasionami niż owocami.
Nazwa rodzajowa Ganlea pochodzi od nazwy wioski Ganle, w pobliżu której odkryto holotyp, zaś epitet gatunkowy gatunku typowego, megacanina, odnosi się do bardzo dużych kłów ganlei.